# 倪匡科幻獎
倪匡科幻獎，自2001年起舉辦，是一個專為中文科幻小說而設立的獎項，由交通大學科幻研究中心等單位主辦，葉李華為活動主持人。本獎宗旨為表彰著名科幻小說作家倪匡之終生成就，提倡中文科幻小說創作與欣賞。參賽者資格不限國家地區，惟規定須以繁體中文寫作。但倪匡科幻獎現已停辦。
第四屆~第七屆與國科會科普獎合辦。
第一至第八屆得獎作品，已結集出版為 《上帝競賽》、《百年一瞬》、《笨小孩》 與 《死亡考試》 四本書。
歷屆參與主辦之單位：
第一屆倪匡科幻獎主辦單位：交通大學科幻研究中心、中國時報人間副刊
第二屆倪匡科幻獎主辦單位：交通大學科幻研究中心、中國時報人間副刊、年代電視台
第三屆倪匡科幻獎主辦單位：交通大學科幻研究中心、中國時報人間副刊
第四屆倪匡科幻獎主辦單位：交通大學科幻研究中心、中國時報人間副刊、行政院國家科學委員會
第五屆倪匡科幻獎主辦單位：交通大學科幻研究中心、中國時報人間副刊、行政院國家科學委員會
第六屆倪匡科幻獎主辦單位：交通大學科幻研究中心、中國時報人間副刊、行政院國家科學委員會、金石堂書店 （页面存档备份，存于）
第七屆倪匡科幻獎主辦單位：交通大學科幻研究中心、行政院國家科學委員會
第八屆倪匡科幻獎主辦單位：交通大學科幻研究中心
第九屆倪匡科幻獎主辦單位：交通大學科幻研究中心
第十屆倪匡科幻獎主辦單位：交通大學科幻研究中心

## 歷屆得獎名單

### 第一屆（2001年）

#### 小說獎
- 首獎（並列）：李知昂〈可怕的幸福〉、楊慎絢〈阿茲海默診療室〉
- 三獎（並列）：徐慶雯〈魔俑〉、陳湘婷〈病〉
- 佳作：高志峰〈Memory Bank〉、陳婉菁〈寬頭〉

#### 評論獎
- 首獎：柯喬文〈我，衛斯理——談倪匡科幻小說中的敘述人稱策略〉
- 二獎：張雅琪〈最高段的人性玩法～倪匡專利〉
- 三獎：郭宏偉〈嫁接優勢——倪匡科幻小說吸引力何在？〉
- 佳作：向鴻全〈科幻的慰藉——論倪匡科幻中的中國想像〉、王正良〈科幻與命運的雙向書寫——從倪匡的《命運》附篇〈十七年〉說起〉

### 第二屆（2002年）

#### 科幻小說創作
- 首獎：高志峰〈上帝競賽〉
- 二獎：李崇華〈奇異點〉
- 三獎（並列）：陳冠華〈老王〉、黃千耀〈實驗鼠〉
- 佳作：李伍薰〈回家〉、楊孟哲〈台北市立殯儀館〉

#### 科幻與科學論述
- 首獎：從缺
- 二獎（並列）：葉琬玲〈由911到末日或不朽〉，杜加維〈談「科幻」作為「科學荒謬」的解藥〉
- 佳作：李靜旻〈科幻、神話與現實〉、羅際揚〈從研究人員看科幻與現實的落差〉、王正良〈科幻與科學的一線之隔〉

### 第三屆（2003年）

#### 科幻小說創作
- 首獎：龍俊榮〈皇陵的秘密〉
- 二獎：馬小珊〈上街〉
- 三獎：李伍薰〈創造新天地〉
- 佳作：王志玄〈逃亡〉、林兆基〈真相〉、宋易儒〈宇宙曆一九九九年四月四日〉

#### 科幻電影論述
- 首獎：耿一偉〈關於科幻文學命運的關鍵報告〉
- 二獎：黃允中〈企業號．美國製造〉
- 佳作：江宗翰〈"魔鬼終結者"的機器人形象〉、胡培菱〈「因為我愛，所以你才是」：《駭客任務》中的救世主認證〉、婁祥麟〈科幻電影中的時空旅行與科學〉

### 第四屆（2004年）

#### 科幻小說創作
- 首獎（並列）：陳巍仁〈Ark-T〉、王經意〈百年一瞬〉
- 三獎：潘宜中〈「我」這個混帳無賴〉
- 佳作：鄭年亨〈島嶼湖〉、黃顯庭〈子夜巴士〉、陳冠華〈瑪雅〉、楊佩螢〈結婚進行曲〉

#### 科技狂想曲
- 首獎：連慶偉〈逛街〉
- 二獎：張文哲〈我們的美好閱讀時光〉
- 佳作：黃政翰〈十年後的冰箱〉、鄭朝明〈十年後的黑板〉、黃述凱〈車天車地〉

#### 2004國科會科普獎
- 首獎：丁鳴舉〈發現液晶〉
- 二獎：鄒鎮帆〈尋找真正的魔戒〉
- 三獎：吳成第〈飛翔不必靠他人—手擲機〉
- 佳作：林守德〈向理性與直覺挑戰的頑皮精靈—綜觀詭譎的悖論〉、徐慎謀〈子非魚，安知魚之樂？從認知科學談我們如何了解別人在想什麼〉、盧昭彰〈無所不在的戴奧辛〉

### 第五屆（2005年）

#### 科幻小說獎
- 首獎：魏嘉華〈凱文，我們愛你〉
- 二獎：李宥樓〈人鼠〉
- 三獎（並列）：林嘉偉〈我想，我可能會向她求婚。〉、 宋盈儒〈填鴨〉
- 佳作：李慶國〈家境〉

#### 科技狂想曲
- 首獎：張英珉〈生物建材〉
- 二獎：符敦國〈安如一號助眠枕〉
- 三獎：黃寰〈「女媧補天儀」拯救地球〉
- 佳作：余明憲〈2020光明大道〉、陳心禾〈2020年的輔具〉、 譚誠明〈看醫生〉

#### 2005國科會科普獎
- 首獎：黃相輔〈美麗新世界－太陽系外的行星系統〉
- 二獎：徐志雲〈瘋狂。你波折的美麗。〉
- 三獎（並列）：吳震坤〈100000 Pluto〉、林宇軒〈美麗「針」世界〉
- 佳作：方俊育〈科技改變了什麼？記台灣鹽業機械化過程〉、李振言〈曙光女神Aurora—極光〉

### 第六屆（2006年）

#### 倪匡科幻獎(小說)
- 首獎：劉碧玲〈笨小孩〉
- 二獎：洪平〈開心〉
- 三獎：哆啦蔣〈回家〉
- 佳作：葉軒〈人之所以為人〉、蛟輓〈靈藥〉、林穗君〈截稿前的奇蹟〉

#### 2006國科會科普獎
- 首獎：徐志雲〈As Infectious Disease Strikes〉（當愛滋長）
- 二獎：從缺
- 三獎（並列）：陳昱成〈從沙中可以見到世界嗎？〉、陳妍君〈黑暗中的燭光：點明過去、照亮未來的超新星〉、陳巍仁〈恍惚阿飄貼身來——REM與兩種鬼壓床現象〉
- 佳作：王瓊蘭〈碳球新世界〉、王盛弘〈喔，原來是幽門螺旋桿菌！──見證一個觀念的改變〉、林淑娟〈蟄伏黑暗十七年，只為美麗二十天〉

### 第七屆（2007年）

#### 倪匡科幻獎(小說)
- 首獎：從缺
- 二獎：黑米〈肥鵝肝〉
- 三獎（並列）：大雷神〈氣壯山河〉、白謙〈天堂之門〉、陳李〈機械本能〉
- 佳作：祁佳仕〈零和〉、唐潮〈情緒保險公司〉、譚劍〈免費之城焦慮症〉

#### 2007國科會科普獎
- 首獎：郭文華〈標準鍵盤：在科技與社會中擺盪的人間尺度〉
- 二獎：陳柏年〈電腦棋王的智慧之樹〉
- 三獎：邱志郁〈飄浪天涯的俠客〉
- 佳作：簡宗奇〈史上最美的科學實驗〉、洪美惠〈都是光線惹的禍〉、鄧榮坤〈蓋斑鬥魚〉

### 第八屆（2008年）

#### 倪匡科幻獎(小說)
- 首獎：從缺
- 二獎：高竹嵐〈火金姑，叼位去？〉
- 三獎：吳誰〈食〉
- 佳作：柚臻〈聲〉、李興春〈強盜邏輯〉、湖南蟲〈隨身碟愛人〉、夏霏〈床邊故事〉

### 第九屆（2009年）

#### 倪匡科幻獎(小說)
- 首獎：丁丁蟲《死亡考試》
- 二獎：楊　英《朝朝暮暮，暮暮朝朝》
- 三獎（并列）：寶利瑪《純潔行銷》、小　麥《客星》
- 佳作：柚　臻《無毛猴子》、TG《數學家的遺囑》、夜透紫《Presque Vu》

### 第十屆（2010年）

#### 倪匡科幻獎(小說)
- 首獎：壹　通《出不來的遊戲》
- 二獎：烏奴奴《宅男戰爭》
- 三獎：陳浩基《時間就是金錢》
- 佳作：翼　走《愛刑》、李維明《米和老米的那些事兒》、陶若舟《創世遊戲》、吳　誰 《猶大福音》

## 外部連結
- 倪匡科幻獎 （页面存档备份，存于）